# マートル-ワイコフ・アベニュース駅
マートル-ワイコフ・アベニュース駅（Myrtle–Wyckoff Avenues）は、ニューヨーク市地下鉄BMTカナーシー線とBMTマートル・アベニュー線の乗換駅で、L系統およびM系統が終日停車する。マートル・アベニューとワイコフ・アベニューの交差点付近にあり、ゲイツ・アベニューからエルダート・ストリートの間のワイコフ・アベニューがブルックリン区とクイーンズ区の区境にあたるため、ブルックリン区ブッシュウィックとクイーンズ区リッジウッドに跨がる形になっている。高架上のマートル・アベニュー線と地下のカナーシー線は階段や数台のエスカレーターおよびエレベーターで結ばれている。
2004年初から5100万ドルを投じて鋼製構造部材の修繕や大幅な拡張を伴う改築工事が行われ、請け負ったジャドロウ・コントラクティングが2008年5月に完工した。2007年4月19日にはマートル・アベニュー/ゲイツ・アベニュー/ワイコフ・アベニューに囲まれた三角地に拡張された新築駅舎が完成して正式に開業した。照明設備の更新や階段の架け替え、内装や通信システムの更新が行われた。2007年秋には3台のエレベーターが稼働し、障害を持つアメリカ人法（ADA）への対応を果たした。駅舎前面にはガラス張りの円形広間が設けられた。
当駅には多くのバス路線が乗り入れていたことから、MTAは2010年8月20日にリッジウッド・インターモーダル・ターミナルを開設した。パルメット・ストリートはバスや地下鉄各線および乗換利用者の利便性やアクセシビリティの向上を図り、ニューヨーク市バスB26、B52、B54、Q55、Q58の各系統が並んで停車できるようにするためバス以外の車両は進入禁止になった。一方でBMTマートル・アベニュー線やBMTカナーシー線、さらにB13系統以外のバス系統は当駅終点ではないことは注目に値する。
2008年にはダトナー・アーキテクツがパーソンズ・ブリンカーホフと新駅舎設計のJVを組んだ。新駅舎は2つの地下鉄駅と隣接するバス乗り場を結ぶ連絡口となり、ADA準拠のエレベーターが3台設置された。これは、MTAの環境対応デザインプログラムのパイロットプロジェクトであった。駅舎の天井はMTAアート・フォー・トランジット・プログラムの一環でケイデンス・ギールスバッハ（Cadence Giersbach）が製作した "From Earth to Sky” というモザイク作品で覆われている。

## 駅構造
| 2F マートル・アベニュー線 | 西行線                     | ← 平日：71番街駅行き（ニッカーボッカー・アベニュー駅） ← 休日：エセックス・ストリート駅行き（ニッカーボッカー・アベニュー駅） ← 深夜帯：マートル・アベニュー-ブロードウェイ駅行き（ニッカーボッカー・アベニュー駅） |
| 2F マートル・アベニュー線 | 島式ホーム、左側ドアが開く | |
| 2F マートル・アベニュー線 | \| \| 旧 中央線 \|         | |
| 2F マートル・アベニュー線 | 島式ホーム、左側ドアが開く | |
| 2F マートル・アベニュー線 | 東行線                     | → ミドル・ヴィレッジ-メトロポリタン・アベニュー駅行き（セネカ・アベニュー駅）→ |
| 1F                        | 上層コンコース             | 改札、駅員詰所 |
| G                         | 地上階                     | 出入口、メトロカード自動券売機 （駅舎内にホーム階行きエレベーターあり。） |
| B1                        | 下層コンコース             | 改札、駅員詰所 |
| B2 カナーシー線           | 北行線                     | ← 8番街駅行き（ディカルブ・アベニュー駅） |
| B2 カナーシー線           | 島式ホーム、左側ドアが開く | |
| B2 カナーシー線           | 南行線                     | → カナーシー-ロッカウェイ・パークウェイ駅行き（ホールジー・ストリート駅）→ ラッシュ時一部列車：当駅止まり → |
|                           | 旧 中央線                  | |

## BMTマートル・アベニュー線
BMTマートル・アベニュー線マートル-ワイコフ・アベニュース駅（開業時はワイコフ・アベニュー駅）は1889年12月19日に開業した島式ホーム1面2線の高架駅である。カナーシー線と異なり、駅全体がブルックリン区内に収まっている（カナーシー線は、カナーシー方面側がブルックリン区、マンハッタン方面側がクイーンズ区に分かれている）。開業当時のマートル・アベニュー線は、現在の駅の東にあるカーブを過ぎたところにあった旧ワイコフ・アベニュー駅が終点だった。その後1906年にメトロポリタン・アベニュー駅までの区間が地上線として延伸されたが、1910年代のデュアル・コントラクト時代に現在の高架駅に改築された。
1914年7月29日にブロードウェイ-マートル・アベニュー駅まで既存の線路の間に急行線が新設されるのに合わせて島式ホーム2面2線に改築された（当駅より東側の区間は複線のまま）。1914年に3線対応にするために改築された時点では、BMTカナーシー線はモントローズ・アベニュー駅 - ブロードウェイ・ジャンクション駅間の高架線として計画されていた。急行線にはワイコフ・アベニュー駅の東でカナーシー線と接続し、運行系統を新設する期待が込められていた。
高架のカナーシー線との接続に備えて、信号扱い所が当駅の東に設けられていた。結局、この信号扱い所に閉塞機器が設けられることはなく、オフィスとして使用された。
1946までに急行線は撤去され、2本のホームは階段の近くに木製の通路を設けて繋げられた。この通路はのちにコンクリート製に改められ、急行線の路盤を残したまま手すりが設けられた。2000年代に駅の改築が行われ、かつて各ホームごとに設けられていた2人幅の階段2本は1人幅の階段1本に取り換えられた。

## BMTカナーシー線
BMTカナーシー線マートル-ワイコフ・アベニュース駅（開業時の駅名はマートル・アベニュー駅）は島式ホーム1面2線の地下駅で、1928年7月14日に開業した。壁面にはモザイクの帯が目の高さに設けられており、レンガ色、黄色、タン、ライトブルーの帯が藍色とマルーンで区切られている。他のカナーシー線の島式ホーム駅とは異なり壁面にガーダーは見当たらず、天井も低くなっている。
当駅からウィルソン・アベニューまでの区間の大部分でカナーシー方面（南行線）側はブルックリン区、マンハッタン方面（北行線）側はクイーンズ区である。
駅の南に引上・留置線として使われる3本目の線路があり、当駅止めの列車の折り返しにも使われている。

## リッジウッド・インターモーダル・ターミナル
2010年8月20日に、駅隣接地に450万ドルを投じて整備されたリッジウッド・インターモーダル・ターミナルが開業した。パルメット・ストリートに面しており、北はセント・ニコラス・アベニューから南はマートル・アベニュー - ワイコフ・アベニュー交差点に広がっている。パルメット・ストリートはニューヨーク市バスと配送の車以外は通行止めになっている。
リッジウッド・インターモーダル・ターミナルにより、パルメット・ストリートのワイコフ・アベニュー - セント・ニコラス・アベニュー間の車道や歩道は作り直された。コンクリート製のバス乗降場がパルメット・ストリートの車道両側に1ブロックに渡って設けられ、パルメット・ストリートの歩道には利用者を雨から守るためマートル・アベニュー線の高架から吊屋根が設けられた。歩道にはバス待ちの利用者の快適性向上のためベンチと新しい照明が設けられ、バス停のサイネージも新しくなり、カナーシー線と連動したバス待ち合わせ灯（今後の信号システム更新に合わせて稼働する）や発車案内係の詰所も新設された。
ニューヨーク市バスの6路線がこのターミナルから発着しており、バスと地下鉄が簡単に乗り換えられるようになっている。
| 乗り場 | 系統                       | 行き先                                                                 |
| ------ | -------------------------- | ---------------------------------------------------------------------- |
| A      | B13 （北行）               | ワイコフハイツ ワイコフ・アベニュー & ディカルブ・アベニュー           |
| B      | Q55                        | リッチモンドヒル ジャマイカ・アベニュー & マートル・アベニュー         |
| C      | B54                        | ダウンタウン・ブルックリン メトロテック・センター                      |
| D      | 降車専用                   | 降車専用                                                               |
| E      | Q58 各駅停車または一部通過 | フラッシング 41stロード & メイン・ストリート                           |
| F      | B13 （南行）               | スプリングクリーク ゲートウェイ・センター・モール                      |
| F      | B26                        | ダウンタウン・ブルックリン キャドマン・プラザ & ティラリー・ストリート |
| G      | B52                        | ダウンタウン・ブルックリン キャドマン・プラザ & ティラリー・ストリート |